# Yamashita Rin
Yamashita Rin (山下りん, 16 juin 1857 – 26 janvier 1939) est une peintre d'icônes pour l'Église orthodoxe du Japon. Elle est une des premières artistes indépendantes au Japon, la première femme reconnue comme peintre yōga. Elle a étudié en Russie. Ses tableaux sont visibles dans une quarantaine d’églises au Japon.

## Biographie

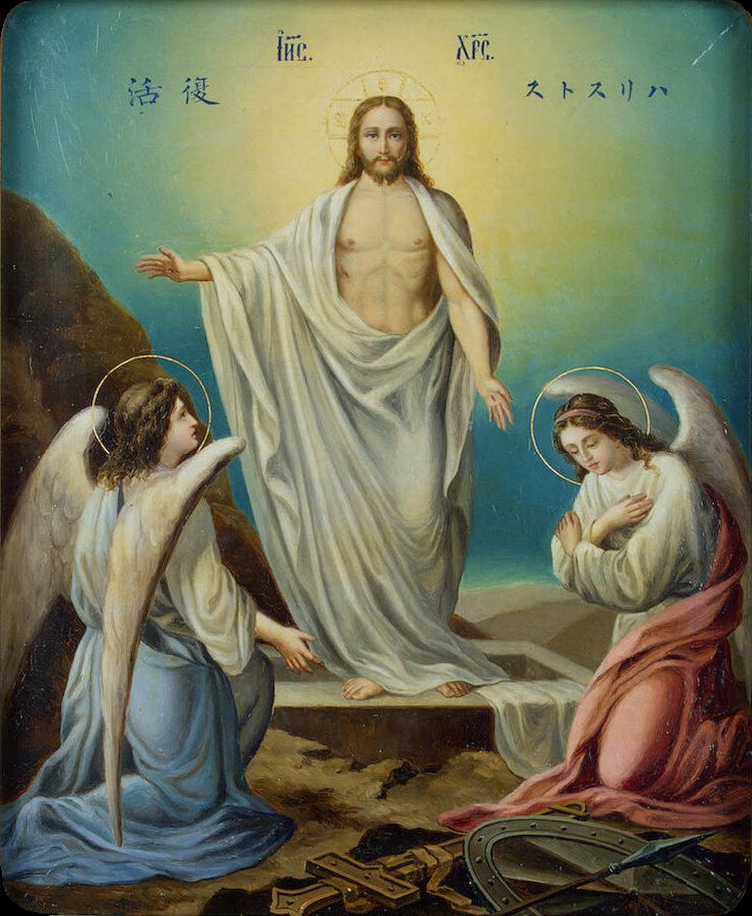
La résurrection, par Yamashita Rin au Musée de l'Ermitage, commandée par Nicolas du Japon pour la visite du tsarévitch Nicolas Alexandrovitch en 1891.

Rin Yamashita naît en 1857 dans une famille de samouraïs du domaine de Kasama, dans l'actuelle préfecture d'Ibaraki. Sa famille connaît des difficultés financières après la mort de son père en 1863. À 15 ans, elle s'enfuit de chez elle pour échapper au mariage avec un fermier ; après son retour, elle part l'année suivante pour étudier la peinture à Tokyo. Là, elle étudie d'abord avec les artistes d'ukiyo-e Toyohara Chikanobu et Toyohara Kunichika, puis avec Tsukioka Ransetsu (月岡藍雪)  de l'école Maruyama, avant de se tourner vers Nakamaru Seijūrō (中丸精十郎)  pour l'enseignement du yōga. En 1877, elle entre au Kōbu Bijutsu Gakkō (工部美術学校), ses frais d'inscription étant payés par l'ancien daimyō de Kasama, pour qui son père avait travaillé. Là, elle étudie sous la direction d'Antonio Fontanesi. L'année suivante, elle se convertit au christianisme orthodoxe, prenant le nom d'Irina. Insatisfaite du successeur d'Antonio Fontanesi, Rin Yamashita abandonne ses études en 1880. En décembre, à l'instigation d'Ivan Dimitrovich Kasatkin, elle quitte Yokohama par bateau pour la Russie, pour suivre une formation de peintre d'icônes. Arrivée à Saint-Pétersbourg en mars, elle entre au couvent de Novodievitchi, notant dans son journal sa tristesse devant la préférence de ses hôtes pour la peinture grecque plutôt qu'italienne ; elle décrit cela comme « Obake-e ». Elle profite de son séjour pour étudier et copier des peintures occidentales exposées au Musée de l'Ermitage. En 1883, elle retourne au Japon via Berlin et Paris, arrivant à Yokohama en avril. Rin Yamashita forme alors un atelier dans un séminaire à Surugadai à Tokyo, sur des terres appartenant à la Cathédrale de la Résurrection de Tokyo, alors en construction. En 1889, elle retourne brièvement à Kasama. En 1905, son frère aîné meurt, suivi de sa mère trois ans plus tard. La Révolution russe cause une situation incertaine pour l'Église et interrompt les possibilités de soutien financier. En 1918, Rin Yamashita quitte Tokyo et retourne chez elle à Kasama, où elle vit pendant les trente années suivantes grâce à ses économies et aux quarante yens qu'elle reçoit de l'Église chaque mois de juin et décembre. En 1937, son jeune frère meurt. Rin Yamashita, qui souffre de cataracte depuis ses 62 ans, décède à l'âge de 81 ans le 26 janvier 1939,,.

## Œuvre
Peu d'œuvres de Rin Yamashita portent sa signature, mais une étude détaillée a identifié ses icônes dans plus de quarante églises à travers le Japon,. Des peintures, des dessins et d'autres documents relatifs à sa vie et à son art sont exposés au Hakurinkyo (白凜居) à Kasama.